# 프랑스령 서아프리카
프랑스령 서아프리카는 1895년 설립되어 1958년에 해체된 프랑스의 아프리카 식민지 연방체이다. 프랑스 식민 제국의 식민지 중 2번째로 큰 나라였다. 모리타니, 세네갈, 프랑스령 수단(현재의 말리), 프랑스령 기니, 코트디부아르, 오트볼타(현재의 부르키나파소, 다호메이(현재의 베냉), 니제르로 구성되어 있었다. 1895년 당시 수도는 세네갈의 생루이였으며 1902년 다카르로 옮겼다.
총면적은 4,689,000 km2에 달했으며, 프랑스 본토 면적의 8배 수준에 이르렀다. 여기에 프랑스령 적도 아프리카의 면적도 약 2,500,000 km2에 달했다.

## 역사

### 식민지 성립과 노예제 폐지 문제
1880년대~1890년대에 이르러 프랑스 식민제국은 아프리카 쟁탈전에 나서면서 서아프리카의 드넓은 내륙 지역을 접수하였다. 처음에는 프랑스의 오랜 식민지였던 세네갈 식민지의 일부로서, 혹은 별도의 독립체로서 통치기구를 세워 다스렸다. 이렇게 정복된 식민지는 프랑스 육군장교가 다스리는 '군사령'으로 칭했다.
1890년대 말에 이르러 프랑스 정부는 현지 장교들의 영토확장을 통제하기 시작, 가봉 서쪽의 모든 영토를 세네갈 총독에게 전부 이관하여 외무부 장관에게 보고토록 했다. 세네갈 초대 총독은 1895년에 처음 임명되어 1904년에는 세네갈 총독의 관할 영토를 정식으로 '프랑스령 서아프리카' (AOF)로 칭하게 되었다. 이후 오늘날 니제르와 차드 사이의 국경을 기준으로 프랑스령 적도 아프리카 (AEF)라는 별도의 연방체가 분리되고, 그 수도는 가봉 지역에 두었다.
노예제의 경우 초창기에는 유지되었으나 조금씩 폐지 수순을 밟았다. 프랑스는 1848년 본토와 식민지 가릴 것 없이 노예제를 공식적으로 폐지하였으나, 폐지법 자체가 프랑스 관련법에 따라 프랑스 영토에 거주하는 시민을 대상으로 하였기 때문에, 시민권을 부여받지 못한 서아프리카의 원주민들에게는 이를 준수할 의무가 없었다. 하지만 1903년부터는 노예제 폐지론자들의 압력에 따라 프랑스령 서아프리카 당국도 노예거래 금지법을 시행하고, 도망친 노예를 소유주에게 돌려주지 않는 등의 조치가 이루어졌다.
그리고 마침내 1905년 프랑스는 프랑스령 서아프리카의 대다수 지역에서 노예제를 공식적으로 폐지하기에 이르렀다. 이듬해 1906년부터 1911년까지 노예 해방이 이루어지면서 수백만 명에 달하는 노예 원주민들이 소유주를 벗어나 고향으로 돌아가게 되었다.

1935년 프랑스령 서아프리카의 영역과 구성 영토

제2차 세계 대전 당시 1940년 6월 프랑스가 항복을 선언한 데 이어 1940년 7월~9월 자유 프랑스군이 다카르 전투에서 패함에 따라, 프랑스령 적도 아프리카와 마찬가지로 프랑스령 서아프리카도 비시 정권을 향한 충성 선언이 이루어졌다. 1940년 11월 가봉 전투를 계기로 자유 프랑스군이 가봉을 접수하기도 하였으나 나머지 서아프리카 영토는 연합군의 북아프리카 상륙이 이루어지고 나서야 비시정권의 영향권에서 벗어날 수 있었다.

### 참정권 확대
제2차 세계 대전이 벌어지기 전까지만 하더라도 아프리카의 프랑스 식민지에 살았던 원주민들은 프랑스 국민으로 취급되지 않았으며, 기본권, 재산권, 여행권, 반대권, 투표권 등을 법으로 보장받지 못하는 '프랑스 신민'에 불과했다. 유일한 예외라면 세네갈의 4대 코뮌이 있었는데, 이곳은 1848년 프랑스 제2공화국이 노예제를 폐지하면서 프랑스 국토 내 모든 주민들에게 동등한 정치적 권리를 부여할 당시, 작은 식민지 마을로서 출생 증명만 이루어지면 법적으로 프랑스 국민으로 보장받을 수 있었다. 따라서 이곳의 주민들은 이전까지는 백인과 혼혈인만 독점했던 의회 총선거에 유권자로서 참여할 수도 있었다.
세네갈의 4대 코뮌은 1848년~1852년, 1871년~1876년, 1879년~1940년 프랑스 의회에 지역구 국회의원 1인을 정식으로 선출할 자격이 주어졌다. 이에 힘입어 1914년 프랑스 최초의 아프리카계 국회의원인 블레즈 디아뉴가 세네갈 지역구 의원으로서 원내에 진출하기도 했다. 1916년 디아뉴 의원은 제1차 세계 대전에 참전할 수백만 명의 아프리카인 병력을 대가로, 4대 코뮌의 모든 주민들에게 완전한 시민권을 부여하는 '블레즈 디아뉴 법' (Loi Blaise Diagne)을 제정시키는 데 성공하였다. 이로서 다카르, 고레, 생루이, 뤼피스크에 거주하는 모든 아프리카인은 프랑스 의회에 지역구 의원을 선출할 수 있게 되었다.
제2차 세계 대전 이후 프랑스 정부는 식민지 주민들을 위한 정치적 권리 확대에 나섰다. 1945년 프랑스 과도정부는 프랑스 신헌법 제정을 위한 제헌의회 총선거에서 프랑스령 서아프리카에 10석을 할당하였다. 이 가운데 의원 5인은 프랑스 시민권 보유자 (후술할 세네갈 4대 코뮌)가 선출하고, 나머지 5인은 시민권을 보유하지 않은 신민이 선출하도록 하였다. 1945년 10월 21일 실시된 선거에서 전체 10석 가운데 6석이 아프리카인 후보로서 프랑스 정규교육을 받은 아프리카 정치인들이 두각을 드러냈다. 세부적으로는 4대 코뮌 지역구의 라민 귀에유 의원, 세네갈-모리타니의 레오폴 세다르 상고르, 코트다부아르-오트볼타의 펠릭스 우푸에부아니, 다호메이-토고의 수루 미강 아피티, 수단-니제르의 필리 다보 시소코, 기니의 야신 디알로 등이 해당됐다. 이들 국회의원 모두 1946년 6월 2일 제2차 제헌의회에 의원으로 재선출되었다.

### 체제 전환과 독립
1946년 제정된 라민 귀에유 법 (Loi Lamine Guèye)으로 아프리카 식민지 원주민을 대상으로 제한적 시민권이 부여되었다. 이후 프랑스 식민제국은 1946년 10월 27일 프랑스 제4공화국 헌법 제정으로 '프랑스 연합'으로 개칭하였다. 새 헌법에 따라 기존에도 지역구 의원을 선출했던 세네갈 4대 코뮌 지역을 제외한 나머지 서아프리카 지역들도 처음으로 지역구 국회의원을 선출할 수 있게 되었다. 다만 제한적인 권리였기 때문에 지역예산 승인과 자문권한만 가질 수 있었다.
1956년 6월 23일 카드르법 (Loi Cadre) 제정으로 프랑스령 아프리카 식민지에서 실시되는 모든 선거는 보편적 참정권이 부여되었다. 프랑스령 서아프리카의 경우 보통선거권이 적용된 첫번째 선거는 1956년 말 실시된 지방선거였다. 1957년 3월 31일에는 보편적 참정권 부여하의 8개 식민지에서 시급지방선거가 실시되었다. 다만 유엔 신탁 통치하에 있던 토고는 궤를 달리 하였다. 선거에서 승리한 정당 지도자들은 신설된 각 정부위원회의 부통령으로 임명되었으며 기존 식민지 총독들은 대통령직에 취임하게 되었다.
1958년 프랑스 제5공화국 헌법 제정으로 기존 프랑스령 식민지의 체제를 프랑스 연합에서 프랑스 공동체로 전환하게 되었다. 각 영토는 '보호령'으로 취급하였고 자문의회는 '국회'로 명명하였다. 프랑스 정부가 임명하던 총독은 '고등판무관'으로 개칭하고 각 보호령의 국가원수로서 존속하였다. 국회는 국가원수의 자문권한을 가지며 아프리카인 정부수반을 선출토록 하였다. 기존의 프랑스 연합은 1958년 프랑스 국민투표로 프랑스 공동체를 승인하면서 존재하지 않게 되었으며, 각 식민지마다 신설 공동체의 합류 여부를 주민투표로 따졌는데 이 과정에서 기니의 주민투표가 반대로 결론나면서 합류하지 않고 독립하게 되었다.
1960년 인도차이나 전쟁 패배와 프랑스령 알제리에서의 긴장격화로 프랑스 헌법이 추가 개정에 들어가면서 프랑스 공동체 가입국들은 자국 헌법을 일방적으로 개정할 수 있게 되었다. 세네갈과 프랑스령 수단은 말리 연방 (1960년~1961년)을 건국했고, 코트디부아르, 니제르, 오트볼타, 다호메이는 사헬-베냉 연합을 거쳐 합의 위원회 (Conseil de l'Entente)를 이루기도 했다.

## 구성 국가
| 국명         | 편입   | 독립 당시 국명 | 1957년 면적Km² | 현재 면적Km² | 비율 % | 지도 |
| ------------ | ------ | -------------- | -------------- | ------------ | ------ | ---- |
| 부르키나파소 | 1919년 | 오트볼타       | 274,122        | 274,200      | 5.9    |      |
| 코트디부아르 | 1893년 |                | 322,643        | 322,463      | 6.9    |      |
| 베냉         | 1894년 | 다호메이       | 115,762        | 114,763      | 2.4    |      |
| 기니         | 1891년 |                | 245,857        | 245,857      | 5.3    |      |
| 모리타니     | 1903년 |                | 1,085,805      | 1,030,700    | 23.4   |      |
| 니제르       | 1922년 |                | 1,188,794      | 1,267,000    | 25.6   |      |
| 세네갈       | 1854년 |                | 197,161        | 196,722      | 4.2    |      |
| 말리         | 1890년 | 프랑스령 수단  | 1,204,021      | 1,240,192    | 25.9   |      |